# John Lydon
John Joseph Lydon (Holloway (Londen), 31 januari 1956), voorheen bekend als Johnny Rotten, is een Engelse punk- en postpunkmuzikant die bekendheid vergaarde als zanger van de Sex Pistols en Public Image Ltd. (PiL).

## Biografie

### Jeugd
Lydon werd geboren in de Londense wijk Holloway, in een arm arbeidersgezin van Ierse afkomst. Op 7-jarige leeftijd overleefde hij een ernstige hersenvliesontsteking, al ging een deel van zijn geheugen verloren.

### Sex Pistols
Lydon werd in 1975 door Malcolm McLaren geworven als frontman voor de Sex Pistols; voor zijn auditie zong hij I'm eighteen van Alice Cooper. Vanwege zijn slechte gebitshygiëne kreeg hij van gitarist Steve Jones de bijnaam Johnny Rotten toegekend. Zijn snerende zang en scherpzinnige venijn werden al snel het handelsmerk van de groep. Frustraties met McLaren en zijn groepsgenoten leidden uiteindelijk tot zijn vertrek uit de groep tijdens een Amerikaanse tournee.

### Public Image Ltd.
Hij verliet de groep in januari 1978 en bracht enige weken op Jamaica door, waar hij artiesten wierf voor Richard Bransons Virgin-label en, nooit uitgebrachte, opnames met Lee Perry maakte. Vervolgens trok hij zich terug in een flat in Londen om rechtszaken te voeren tegen Malcolm McLaren en met Jah Wobble te werken aan een nieuwe postpunkgroep: Public Image Ltd.. De aard van Lydons frustraties over de Sex Pistols bleek uit de voornemens die hij had: PiL zou geen manager hebben, geen ellenlange tournees ondernemen en elk groepslid zou een even groot aandeel in de groep hebben. In 2009 kwam de band terug samen en zij brachten sindsdien terug albums uit.
In 2023 schreef hij met PiL Hawaii een ode aan zijn overleden echtgenote. Hij nam hiermee voor Ierland deel aan de preselectie voor het Eurovisiesongfestival in 2023, maar werd niet verkozen.

### Overige activiteiten
PiL bleef actief tot 1992, waarna Lydon zijn memoires te boek stelde in Rotten: No Irish, No Blacks, No Dogs. Verder zong hij nog het nummer Open Up van de Britse danceact Leftfield. Eind jaren 90 organiseerde hij een Sex Pistols-reünie. Aansluitend kwam zijn eerste soloalbum uit: Psycho's Path. Daarna verlegde hij zijn aandacht meer en meer naar journalistieke bezigheden.
In 2005 presenteerde hij samen met de Belgische journalist Marc Reynebeau het reisprogramma Reynebeau & Rotten op het Belgische Canvas waarin de twee heren Groot-Brittannië doortrokken op zoek naar de "Greatness Of Britain".

### Persoonlijk
Lydon was getrouwd met de Duitse Nora Forster die in april 2023 overleed aan dementie en was de stiefvader van punkzangeres Ari Up, tot zij in 2010 overleed aan de gevolgen van kanker. Op 24 juli 2011 werd zijn huis in Londen verwoest door een brand door kortsluiting; hij was op dat moment niet thuis. Sinds 2013 mag hij zich een Amerikaans staatsburger noemen. Hij onderging een tienduizenden dollars kostende gebitsrenovatie, zijn gebit was zo slecht dat het een serieuze bedreiging voor zijn gezondheid begon te vormen.
- Bibsys: 1060709
- Biblioteca Nacional de España: XX1566982
- Bibliothèque nationale de France: cb12520740w (data)
- CiNii: DA09463642
- Gemeinsame Normdatei: 119235498
- International Standard Name Identifier: 0000 0001 2029 6337
- Library of Congress Control Number: n94113308
- MusicBrainz: 1b389bc0-68d2-4e2e-af22-6be1075b907d
- Bibliotheek van het Japanse parlement: 00514713
- Nationale Bibliotheek van Tsjechië: jn20000701532
- Nationale Bibliotheek van Polen: a0000002121906
- Nationale en Universitaire bibliotheek Zagreb: 000062399
- Nederlandse Thesaurus van Auteursnamen: 124516483
- LIBRIS: 351088
- Système universitaire de documentation: 06908050X
- Virtual International Authority File: 84036841